# Going Seventeen
《Going Seventeen》은 매주 수요일 밤 9시에 유튜브와 Weverse에 동시 업로드 되는 국내 아이돌 세븐틴의 웹예능이다. 2017년을 시작으로 처음에는 음악방송, 팬사인회, 각종 팬 행사의 비하인드가 담긴 일상적인 콘텐츠였으나 2018년 'GOING SEVENTEEN SPIN-OFF'라는 새로운 제목으로 돌아와 비하인드 뿐만 아니라 잘 짜여지고 알차게 기획되어 정식적인 예능과 같은 콘텐츠들을 엿볼 수 있게 되었다. 그 이후 2019, 2020, 2021, 2022, 2023, 현재 2024(24.12.11.)시즌까지 방영이 되었다

## 출연진
- 에스쿱스 (가수)
- 정한 (가수)
- 조슈아 (가수)
- 준 (가수)
- 호시 (가수)
- 원우 (가수)
- 우지 (가수)
- 디에잇 (가수)
- 민규 (가수)

• 도겸 (가수)
• 승관 (가수)
• 버논 (가수)
• 디노 (가수)

## <GOING SEVENTEEN>[2]

### 방송 기간
2017년 6월 5일 ~ 2017년 12월 25일 (29부작)

### 에피소드
GOING SEVENTEEN 2017 EP.0 Prologue ~ EP.29
예능 요소 없이 일상 비하인드 스토리가 주를 이루었던 시즌이다.

## <GOING SEVENTEEN SPIN-OFF>

### 방송 기간
2018년 2월 5일 ~ 2018년 12월 24일 (24부작)

### 에피소드

#### EP.01
설 특집! 설날 기념 떡국 만들기

#### EP.02
지난 겨울 미래의 자신에게 편지를 썼던 멤버들.
2018년 2월 18일, 데뷔 1000일을 맞은 멤버들이 자기 스스로에게 하고 싶은 말을 전한다.

#### EP.03 ~ EP.07
일상 비하인드 스토리

#### EP.08
봄 특집! 플라워 아트를 하는 멤버들! 꽃으로 직접 화관을 만드는 시간을 가졌다.

#### EP.09
봄 특집 2탄! 화창하고 햇빛 좋은 날 멤버들은 직접 야외로 나가 사색에 잠기며 그림 그리는 시간을 가졌다.

#### EP.10 ~ EP.15
일상 비하인드 스토리

#### EP.16 ~ EP.17
자유시간을 갖게 된 멤버들. 각자만의 방식으로 자유시간을 즐기는 모습이 보는 재미를 더한다.

#### EP.18 ~ EP.20 IDEAL CUT TOUR 비하인드
세븐틴의 콘서트 'IDEAL CUT TOUR' 무대 뒤 각자만의 방법으로 시간을 보내는 멤버들.
강렬한 모습을 선보이는 무대 뒤에서 멤버들의 소박한 일상을 엿볼 수 있다.

#### EP.21 ~ EP.23 TTT (MT SVT REALITY)
MT에 놀러가 신나게 자유를 즐기고 게임하는 멤버들.

## <GOING SEVENTEEN 2019>
예능적 요소를 가미하여 알차게 기획된 콘텐츠와 멤버들의 예능감의 조화가 큰 시너지를 발휘하여 대단한 재미를 유발했다. 

### 방송 기간
2019년 3월 11일 ~ 2020년 1월 6일 (28부작)

### 에피소드

#### EP.1 ~ EP.2
일상 비하인드 스토리

#### EP.3 고잉엔터테인먼트 고잉 세븐틴 컴퍼니
신입사원 컨셉으로 고잉세븐틴 컴퍼니에 출근하는 상황극을 통해 고잉 세븐틴에서 어떠한 콘텐츠를 다루면 좋을지 직접 기획한다.

#### EP.4 고잉엔터테인먼트 신입 사원들의 발표 시간
신입사원이 된 멤버들이 직접 기획하고 만든 발표자료로 발표한다.
정한의 룰렛 인생 여행, 원우의 세븐틴 TRIP, 디노의 고백(GO BACK) 세븐틴, 승관의 고잉 세븐틴 로고송&오프닝 만들기 프로젝트 등 다양한 의견들이 나왔다.

#### EP.5 'CARAT LAND' 비하인드
일상 비하인드 스토리

#### EP.6 고잉 세븐틴 로고송 만들기
평소 노래와 안무 등을 멤버들이 다 직접 제작하는 등 자체제작 아이돌로 유명한 세븐틴.
이의 연장선으로 멤버 승관이 제시했던 고잉세븐틴의 로고송 직접 만들기 의견이 실현되어
멤버 우지의 전두지휘 하에 로고송 제작에 들어가게 된다.

#### EP.7 고잉 세븐틴 오프닝 영상 만들기
멤버들이 직접 만든 로고송을 정식으로 녹음하는 시간!
멤버 우지의 디렉팅 하에 2019 고잉 세븐틴의 시작을 꾸며줄 로고송의 녹음을 멋지게 마무리했다.
로고송과 함께 나올 오프닝 영상도 촬영했다.

#### EP.8 ~ EP.9 JAPAN 'HARU' CONCERT 비하인드
일상 비하인드 스토리

#### EP.10 ~ EP.11 당.당.감.체[5]
당연한 것들을 당연하게 만들어주시는 감사한 분들의 일을 체험하는 '당.당.감.체' 시간!
정한, 도겸, 승관, 준, 조슈아, 디에잇, 버논, 호시의 우유팀은 목장의 여러 가지 일을 체험한다.
디노, 에스쿱스, 원우, 호시의 커피팀은 400년 역사를 가지고 있는 커피에 관한 체험을 진행했다.

#### EP.12 ~ EP.13 SVT TRIP
뉴욕에 가게 된 멤버들. 각기 다른 여행 스타일에 따라 팀을 나눠 각자의 뉴욕 여행을 즐긴다.
뉴욕 관광을 즐기던 도겸, 호시, 정한은 한 뉴욕 스토어에 들어가 번뜩 떠오른 아이디어로 내기를 한다.
가위바위보에서 진 사람이 나머지 두 명이 코디해준대로 입고 한국 입국길에 돌아가기!

#### EP.14 ~ EP.16 MBTI of SVT
13명 각자의 성격을 알 수 있는 MBTI 검사 시간을 가졌다.
MBTI 검사 후 벌어진 조금 기묘했던 인터뷰. 각자 다른 멤버들의 반응이 큰 웃음을 샀다.

#### EP.17 ~ EP.18 노래방탈출
두 팀으로 나뉘어 노래에 도전, 100점을 맞은 팀은 바로 퇴근한다.

#### EP.19 ~ EP.20 논리나잇
팀전으로 진행되는 무논리 토론 대결이다. 눈 3개로 살기 vs 손 3개로 살기 의 주제를 두고 두 팀으로 나뉘어 치열한 논쟁을 펼쳤다.

#### EP.21 ~ EP.23 TTT (Camping Ver.)
캠핑장에서 보내는 세븐틴의 힐링 휴식시간!
바쁜 일상에서 벗어나 자연 속에서 멤버들이 자유롭게 힐링하는 모습.

#### EP.24 SVT 놀이터 #1
동심으로 돌아간 멤버들. 어렸을 적 즐겨하던 놀이들을 즐겨보는 시간을 가졌다.
시간 가는 줄도 모르고 놀이터에서 재미있게 노는 멤버들.

#### EP.25 SVT 놀이터 #2｜SSS #1
끝나지 않은 추억의 놀이. 누구나 한번쯤 먹어본 추억의 불량식품까지. ㅣ 세븐틴의 비밀스러운 크리스마스 파티.

#### EP.26 SSS #2
세븐틴 멤버들이 블랙 산타와 화이트 산타로 나뉘어 주어진 지령을 비밀스레 완수한다.

#### EP.27 ~ EP.28 세봉이의 상상은 현실이 된다
세븐틴에게서 나오는 아이디어가 바로 콘텐츠가 된다. 멤버들이 기획하는 2020 고잉 세븐틴.

## <GOING SEVENTEEN 2020>

### 방송 기간
2020년 1월 27일 ~ 2021년 1월 18일 (47부작)

### 에피소드

#### EP.1 ~ EP.2 2020: MYSTERY MYSTERY
월간 세븐틴 1호 호스트 도겸이 꾸민 미스터리한 명절 음식 먹방 대잔치.

#### EP.3 ~ EP.4 돈't Lie
50만원을 숨긴 마피아를 찾아야 한다. 누가 마피아인지, 누가 돈을 찾았는지 아무도 모르는 현금이 걸린 마피아 게임.

#### EP.5 ~ EP.7 부승관의 전생연분
월간 세븐틴 2호 호스트 승관.
강호동의 천생연분을 패러디해 그 때 그 시절 감성 가득 품고 짝꿍을 찾아 나선 멤버들.

#### EP.8 ~ EP.9 불면제로
월간 세븐틴 3호 호스트 호시의 아이디어.
멤버들의 수단과 방법 가리지 않는 방해를 두고 먼저 잠드는 사람이 먼저 퇴근한다.

#### EP.10 ~ EP.11 S.B.S
세븐틴 내의 최고 브레인을 찾아라.
그들만의 숨막히는 리그, 멤버들의 두뇌 싸움을 보여준다,

#### EP.12 ~ EP.13 SVT ESCAPE ROOM
월간 세븐틴 4호 호스트 준.
멤버들은 세 팀으로 나뉘어 방 탈출에 도전한다.

#### EP.14 ~ EP.15 딜리버리 푸드 파이터
세븐틴의 입맛을 충족할 최고의 배달음식을 가려보는 시간을 가졌다.

#### EP.16 ~ EP.17 인간 체스
월간 세븐틴 5호 호스트 원우와 함께하는 인간 체스 게임. 멤버들의 고도의 심리전을 엿보는 재미가 있다.

#### EP.18 ~ EP.19 논리나잇 Ⅱ
팀전으로 진행되는 무논리 토론 대결 그 두 번째 이야기. 추위 면역 (시원함도 못느낌) vs 더위 면역 (따뜻함도 못느낌)을 주제로 두 팀으로 나뉘어 쓸 데 없지만 진지한 토론을 진행함.

#### EP.20 그림의 떡
소원권으로 '인간 체스'의 승리팀이 된 정한의 삼겹살 회식 제안.
패배팀은 회식을 지켜만 보며 승리팀의 요구를 다 들어준다.
하지만 거의 평화로운 회식이 된다.

#### EP.21 ~ EP.22 네발라이더
월간 세븐틴 6호 호스트 정한의 아이디어 세븐틴표 카트라이더.
우열을 가릴 수 없는 치열한 경기를 보여준다.

#### EP.23 ~ EP.24 드립: 세븐틴 갓 탤런트
저마다의 컨셉을 가지고 오디션을 보는 멤버들. 무슨 오디션인지는 아무도 모른다.
각종 드립과 순발력이 난무하는 세븐틴의 오디션 현장.

#### EP.25 ~ EP.26 디에잇과 12인의 그림자
월간 세븐틴 7호 호스트 디에잇표 집콕 놀이.
멤버들은 디에잇의 그림자가 되어 모든 행동을 따라한다.

#### EP.27 ~ EP.28 술래잡기
월간 세븐틴 4호 방탈출의 연장선, 납량특집 술래잡기.
살인마에게 잡히기 전에 열쇠를 찾아 탈출해라.

#### EP.29 ~ EP.30 8월의 크리스마스
월간 세븐틴 8호 호스트 버논.
30도가 넘는 무더운 방 안에서 산타옷을 입고 고난도 게임을 플레이한다. 클리어하기 전 까지는 탈출하지 못한다.

#### EP.31 ~ EP.33 MOUSEBUSTERS
쥐의 해를 맞아 쥐띠 멤버들을 깜찍한 쥐로 변신. 나머지 9명의 버스터즈들은 쥐들을 포획한다.

#### EP.34 ~ EP.35 BAD CLUE
월간 세븐틴 9호 호스트 우지의 아이디어 세븐틴표 추리게임 배드클루.
대저택 파티에서 일어나는 살인 사건의 전말을 파헤친다.

#### EP.36 세븐틴사이드 아웃
승관의 머릿속으로 들어간 멤버들. 울다 웃다 승관의 감정에 따라 멤버들의 감정도 변화한다.

#### EP.37 ~ EP.38 천고마비
월간 세븐틴 10호 호스트 디노의 아이디어에서 시작된 번지점프 도전기.

#### EP.39 CARNIVAL
월간 세븐틴 11호 호스트 조슈아. 자유롭게 즐기는 파티라지만 재미가 없어 분량 확보에는 실패한..

#### EP.40 ~ EP.41 돈't Lie Ⅱ
현금을 숨긴 마피아를 찾아내 상금을 획득하는 게임. 심장 쫄깃하게 하는 현금이 걸린 세븐틴표 마피아 게임.

#### EP.42 ~ EP.43 GOING VS SEVENTEEN
월간 세븐틴 12호 호스트 에스쿱스. 계약 연장 VS 회식을 건 고잉 세븐틴 제작진과 멤버들의 대결!

#### EP.44 ~ EP.45 TTT
세븐틴의 진짜 노는 모습을 보여준다. 족구 경기, 노래방 타임, 그리고 신나는 음주 시간..
현실 고증 제대로인 세븐틴표 MT 현장.

#### EP.46 ~ EP.47 GOING
고잉 세븐틴 2020 마지막 호스트 민규와 함께 하는 자체 화보 촬영 도전기.

## GOING SEVENTEEN 2021

### 방송 기간
2021년 4월 14일 ~ 방영 중

### 에피소드

#### EP.1 ~ EP.2 드립: 고잉 컴퍼니
고잉 컴퍼니에서 세븐틴 멤버들의 콘텐츠를 위한 회의를 한다.

#### EP.3 ~ EP.4 100만 원
말조심 콘텐츠, 정한 vs 세븐틴. 우정과 재미 사이 누가 100만원을 가져갈지 관전 포인트이다.

#### EP.5 ~ EP.6 출발 세븐틴
MC 우지와 함께 출발 드림팀의 뒤를 이을 출발 세븐틴이 시작된다. 익스트림한 경기 끝 MVP를 선정한다.

#### EP.7 보물섬: 13 Raiders #1
아무도 찾지 않는 섬에 세븐틴 멤버들이 나타났다.
시작된 보물 찾기, 보물을 다 찾아야만 섬을 탈출할 수 있다.

#### EP.8 보물섬: 13 Raiders #2
가까워져 오는 섬을 떠날 시간..
보물의 위치는 점점 미궁 속으로 빠지고 멤버들의 우여곡절 보물을 찾아 섬 탈출에 성공한다.
EP.9 ~ EP.10 돈't lie Ⅲ
레전드 귀환. 호텔리어로 변신한 세븐틴. 시민들은 브로커와 마피아를 피해 현금을 차지해야한다.
EP.11 광고천재 세븐틴
광고주님들의 마음을 사로잡기 위한 강제 광고 제작기.
EP.12 ~ EP.13 룰렛인생
룰렛을 돌려 '무엇을', '어디서', '어떻게'를 정해 주어진 미션을 수행. 꼴지팀은 마지막 슬레이트를 치기위해 재출근을 해야한다.
EP.14 ~ EP.15 버논에서 모처럼 모내기를 하며 모든 내기를 해보았다.
우지의 아이디어에서 시작된 버'논'에서 '모'처럼 '모내기'를 하며 '모든 내기' 하기. 내기에서 승리해야 새참을 먹을 수 있다. 
고잉 사상 처음으로 '정관장 홍삼정 에브리타임' 광고를 받았다.
EP.16 ~ EP.17 발마구마구
삼성동갈치발야구 vs 개발새발. 아이템을 곁들인 자존심을 건든 고잉세븐틴배 발야구 경기.
EP.18 ~ EP.20 TTT에 빠지다 (Water Sport Ver.)
'빠지다'를 키워드로 한 여름버전 TTT. 수상레저를 하며 뜨거운 여름휴가를 보낸다.
다시한번 술븐틴 소환. 브랑그린과 제주맥주 광고를 받았다.
EP.21 ~ EP.22 논리나잇 Ⅲ
캐럿들의 의견들로 더욱 풍성해진 고품격 무논리 토론쇼 논리나잇. 
겨드랑이에서 물이 나오는 능력 vs 엉덩이에서 불이 나오는 능력을 주제로 두팀이 나누어져 펼지는 기상천외하고 진지한 토론쇼.
EP.23 ~ EP.24 부족오락관
추석 특집! 돌아온 부MC의 옛날 예능 시리즈. 낙타족 vs 호랑이족 두 팀 중 우승하는 팀이 최고급 한우세트를 가져간다.
EP.25 ~ EP.26  캐치 스탁 : 가즈아 잡즈아
가ZZ아 잡ZZ아 '주식'을 접목한 콘텐츠! 민규 vs 준 두팀 중 지력, 체력, 정보력을 모두 갖춘 팀이 상금을 차지하게 된다.
EP.27 ~ EP.28 EGO
복재 인간은 바로 나. 아서 킴 박사의 충격적인 연구. 기억의 조각을 따라 알 수 없는 정체를 피해 이곳을 탈줄해야만 한다.
EP.29 ~ EP.30 불면제로Ⅱ
1년 8개월 만에 돌아온 퇴근내기. 이번에는 스태프까지 퇴근 내기에 참여한다. 멤버들의 끝없는 방해를 뚫고 가장 먼저 퇴근할 멤버는 누구인가. 또 가장 마지막에 퇴근하게 될 멤버는 누구인가.

## GOING SEVENTEEN 로고송
GOING SEVENTEEN 2019 6화에서 GOING SEVENTEEN의 로고송을 제작했다.
7화에서 로고송과 함께 나올 오프닝 영상도 제작해 사용됐고 2020 시즌에서는 하이라이트 회차 멤버들의 모습으로 영상이 꾸려졌다.
2021 시즌부터는 새로운 오프닝 애니메이션 영상이 사용되고 있다.
현재는 오프닝 송을 줄여 사용하고있다.

#### 오프닝 송
잘 지냈어요 모두 보고싶었어 우리도
(어쩜 이렇게 시간이 안 가는지 정말
버스 안에서 고잉 이불 속에서 고잉)
고잉은 언제나 너에게 going going

#### 엔딩 송
다음에 또 만나요 우리 모두 슬퍼 말아요
다음이 더 기대되는 고잉 세븐틴

## GOING MOMENT
GOING SEVENTEEN의 하이라이트 부분, 재밌는 장면들로만 편집되어 올라오는 영상이다. GOING SEVENTEEN 2020까지만 업로드 되어있다. GOING SEVENTEEN 2021부터는 유튜브 커뮤니티란에 GOING MOMENT 대신 #오늘의_꼬요일러 #꼬잉_픽으로 업로드되는 것으로 바뀌었다.

### 방송 기간
2020년 2월 13일 ~ 2021년 1월 21일

### 에피소드
| 공개 날짜  | 영상 제목                                                                         | FULL 영상 제목                         |
| 2020.02.13 | 사과 명의 홍선생님X추리력 만렙 뿌의 금촉 모먼트💸🔍                               | [2020] EP.3 돈't Lie #1                |
| 2020.02.20 | 좋은 놈, 나쁜 놈, 이상한 놈 그리고 억울한 놈                                      | [2020] EP.4 돈't Lie #2                |
| 2020.02.27 | 내 동년배들 이거 보면 내적댄스 춘다. (feat.댄스 신고식♨)                          | [2020] EP.5 부승관의 전생연분 #1       |
| 2020.03.05 | ※진심주의※ 이 림보게임에는 상품이 없습니다.                                       | [2020] EP.6 부승관의 전생연분 #2       |
| 2020.03.12 | 고잉에 진심인 세븐틴의 명장면 패러디🎬                                            | [2020] EP.7 부승관의 전생연분 #3       |
| 2020.03.19 | 똑똑! 여기가 그 유명한 썰 맛집이라면서요?🗣                                        | [2020] EP.8 불면제로 #1                |
| 2020.03.26 | 본격 수면 방해 방송 (feat.저세상 ASMR)                                            | [2020] EP.9 불면제로 #2                |
| 2020.04.02 | 고양이가 사탕 괴물이 되는 신기한 게임                                             | [2020] EP.10 S.B.S #1                  |
| 2020.04.09 | 리액션 맛집 세븐틴의 씬스틸러 장면 모음.svt                                       | [2020] EP.11 S.B.S #2                  |
| 2020.04.16 | 🔥두뇌 풀가동🔥세븐틴이 방탈출하는 방법                                           | [2020] EP.12 SVT ESCAPE ROOM #1        |
| 2020.04.23 | 세븐틴이 보여주는 방탈출 몰입 유형.svt                                            | [2020] EP.13 SVT ESCAPE ROOM #2        |
| 2020.04.30 | 프로 아무말러들의 환상의 티키타카 (feat.진실 혹은 거짓)                           | [2020] EP.14 딜리버리 푸드 파이터 上   |
| 2020.05.07 | 유식한 세븐틴의 유익한(?) 미식 정보🍴 (Feat. he is SEVENTEEN)                     | [2020] EP.15 딜리버리 푸드 파이터 下   |
| 2020.05.14 | 상대는 운빨 1004%의 운정한 선생😇                                                 | [2020] EP.16 인간 체스 #1              |
| 2020.05.21 | 승부욕 불타오른 세븐틴의 열정 인간 체스 (feat. 뿌다닥=3)                          | [2020] EP.17 인간 체스 #2              |
| 2020.06.04 | 화장실에서 체통 지키기 VS 국밥 원샷하고 박수받기                                  | [2020] EP.18 논리나잇 Ⅱ #1             |
| 2020.06.11 | 187cm 신사 쥐 선생과 와인 앤 치즈 즐기기 VS 쥐통령돼서 마우스 세*코 창업 성공하기 | 2020] EP.19 논리나잇 Ⅱ #2              |
| 2020.06.18 | 🚨배고픔 주의🚨세상 잘 먹는 세븐틴의 한입 먹방                                    | 2020] EP.20 그림의 떡                  |
| 2020.07.02 | 반칙하니 할 맛 나는 세봉이들😂 (feat. 고통받는 준)                                | 2020] EP.21 네발라이더 #1              |
| 2020.07.09 | ⭐️역세급 조회 수⭐️ 기록한 네발라이더 꿀잼 모먼트 모음.MOV                         | 2020] EP.22 네발라이더 #2              |
| 2020.07.16 | 재능이면 일단 다 받아주는 오디션이 있다?!                                         | 2020] EP.23 드립 : 세븐틴 갓 탤런트 #1 |
| 2020.07.23 | 합격보다 웃음 사냥이 더 중요한 오디션이 있다?                                     | 2020] EP.24 드립 : 세븐틴 갓 탤런트 #2 |
| 2020.07.30 | 틱X 효과 필요 없는 부족틴의 그림자놀이👥                                          | 2020] EP.25 디에잇과 12인의 그림자 #1  |
| 2020.08.06 | 1분 안에 라면 먹기 콘텐츠가 되어버린 사연                                         | 2020] EP.26 디에잇과 12인의 그림자 #2  |
| 2020.08.13 | 콘텐츠 포기 선언까지 나온 세븐틴 표 납량특집                                      | 2020] EP.27 술래잡기 #1                |
| 2020.08.20 | 겁 많은 세븐틴과 겁 없는 세븐틴이 납량특집 콘텐츠를 대하는 자세                   | 2020] EP.28 술래잡기 #2                |
| 2020.08.27 | 어서 와~ 무더위에 이런 콘텐츠는 처음이지? (feat. 미* 게임 3종 세트)               | 2020] EP.29 8월의 크리스마스 #1        |
| 2020.09.03 | 무엇이 세븐틴을 분노하게 만들었나 (with.사공즈)                                   | 2020] EP.30 8월의 크리스마스 #2        |
| 2020.09.10 | 유령보다 더 잡기 힘든 쥐가 있다?! 세봉이쥐~🐭                                     | 2020] EP.31 MOUSEBUSTERS #1            |
| 2020.09.17 | 버스터즈들을 깜짝 놀라게 한 쥐들의 은신처                                         | 2020] EP.32 MOUSEBUSTERS #2            |
| 2020.09.24 | 벌칙게임에도 개그 욕심 넘치는 세봉이들🔥                                          | 2020] EP.33 MOUSEBUSTERS #3            |
| 2020.10.01 | 지금부터 게임을 시작하지. 죽기 전에 범인을 찾아라!                                | 2020] EP.34 BAD CLUE #1                |
| 2020.10.08 | 파티에서 일어난 살인사건의 충격 범인                                              | 2020] EP.35 BAD CLUE #2                |
| 2020.10.15 | 승관이 속에 들어온 열두 명의 기분이들                                             | 2020] EP.36 세븐틴사이드 아웃          |
| 2020.10.29 | 번지 점프?! 그까짓 것 세븐틴은 하,하면 해...! (덜덜)                              | 2020] EP.37 천고마비 (Bungee Jump) #1  |
| 2020.11.12 | 삐빅- 당신은 세븐틴이 맞습니다🤖                                                  | 2020] EP.38 천고마비 (Bungee Jump) #2  |
| 2020.11.26 | 세븐틴은 아무 잘못이 없습니다🤭                                                   | 2020] EP.39 CARNIVAL                   |
| 2020.12.03 | 몰고 몰리는 의심의 먹이 사슬 (feat. 마피아 과몰입러)                              | 2020] EP.40 돈't Lie Ⅱ #1              |
| 2020.12.10 | 당신이 마피아인 증거는 바로...❗                                                  | 2020] EP.41 돈't Lie Ⅱ #2              |
| 2020.12.17 | 천하제일 족구대회 (🚨메인 경기 아님 주의)                                         | 2020] EP.42 GOING VS SEVENTEEN #1      |
| 2020.12.23 | 승리는 우리 것이어야만 해🔥                                                       | 2020] EP.43 GOING VS SEVENTEEN #2      |
| 2020.12.31 | 이게 바로 즐거운 엠티 국룰이다🚘                                                  | 2020] EP.44 TTT #1 (Hyperrealism Ver.) |
| 2021.01.07 | 세븐틴과 랜선 MT 즐길 사람 여기 모여라👍                                          | 2020] EP.45 TTT #2 (Hyperrealism Ver.) |
| 2021.01.14 | 조별 과제에서 A+를 받고 싶거든 세븐틴처럼 해라💯                                  | 2020] EP.46 GOING #1                   |
| 2021.01.21 | 인터뷰는 영상편지를 싣고💌                                                        | 2020] EP.47 GOING #2                   |

## 그 외 자체 컨텐츠

### [1Min7Sec CHALLENGE]
#1분_7초_챌린지 #1Min7Sec_anything_CHALLENGE
세븐틴은 1분 7초동안 특정 주제의 챌린지를 해낼 수 있을지.

#### 방송 기간
2019년 1월 4일 ~ 2020년 9월 27일

#### 에피소드
원우의 웃음 참기 챌린지
민규의 네 컷 만화 그리기 챌린지
디노의 몸으로 말해요
우지의 물병 세우기 챌린지
정한의 나에게 말해줘
도겸의 나에게로 와
준의 집준력 테스트
호시의 뉴턴의 법칙
호시의 뉴턴의 법칙 #2 (With 버논)
우지의 가사 채우기
조슈아의 만들기 나라
에스쿱스를 이겨라
승관이의 랩이 가장 쉬웠어요
준의 집준력 테스트
디에잇의 숨은그림찾기
정한이의 몸으로 말해요
버논이의 원샷 스트로우
원우의 가글 머금고 버티기
민규의 네 컷 만화 그리기
디노의 몸으로 말해요
도겸의 나에게로 와
버논의 척척박사
호시의 휴지 리프팅 챌린지
조슈아의 가사 맞추기
승관이의 셉믈리에 챌린지

### [IF (이프)]
총 5가지의 주제로 진행된 만약에 세븐틴이 OOO을 한다면? 포맷의 콘텐츠이다.

#### 방송 기간
2020년 2월 1일 ~ 2020년 3월 28일
매주 수요일, 토요일 오후 6시

#### 에피소드
만약에, 세븐틴이 세븐틴을 돌아본다면? #1
만약에, 세븐틴이 세븐틴을 돌아본다면? #2
만약에, 세븐틴이 세븐틴을 돌아본다면? #3
만약에, 세븐틴이 17%의 기적을 보여준다면? #1
만약에, 세븐틴이 17%의 기적을 보여준다면? #2
만약에, 세븐틴이 17%의 기적을 보여준다면? #3
만약에, 세븐틴이 17%의 기적을 보여준다면? #4
만약에, 세븐틴이 방구석에서 운동회를 한다면? #1
만약에, 세븐틴이 방구석에서 운동회를 한다면? #2
만약에, 세븐틴이 방구석에서 운동회를 한다면? #3
만약에, 세븐틴이 방구석에서 운동회를 한다면? #4
세븐틴의 햄식대첩 #1
세븐틴의 햄식대첩 #2
세븐틴의 햄식대첩 #3
세븐틴의 햄식대첩 #4
미공개 하드 털이 모음 #1
미공개 하드 털이 모음 #2